# جوليان بوبوف
جوليان بوبوف (بالإنجليزية: Julian Popov)‏ (بالبلغارية: Юлиан Попов)‏ هو صحفي ومترجم وكاتب بريطاني وبلغاري، ولد في 21 سبتمبر 1959 في صوفيا في بلغاريا.